# Marta Vojteková
Marta Vojteková (ur. 1979) – słowacka polonistka, slawistka związana z Uniwersytetem Preszowskim.

## Życiorys
W 2003 roku ukończyła studia magisterskie z filologii polskiej i słowackiej na Wydziale Filozoficznym Uniwersytetu Preszowskiego. W 2007 roku uzyskała stopień doktora slawistyki, a w 2014 roku stopień docenta w zakresie języków i literatury słowiańskiej tejże uczelni.
W 1999 roku brała udział w letniej szkole języka i kultury polskiej organizowanej przez Uniwersytet Marii Curie-Skłodowskiej w Lublinie. Na tym uniwersytecie w 2001 roku odbyła również kurs polonistyczny dla studentów lektoratów języka polskiego. W 2003 roku skończyła uzupełniające studium pedagogiczne na Wydziale Filozoficznym Uniwersytetu Preszowskiego. W 2015 roku ukończyła kurs dotyczący zarządzania projektami.
W obrębie jej zainteresowań badawczych znajdują się: komparatystyka współczesnego języka polskiego i słowackiego, językoznawstwo korpusowe, profesjonalne tłumaczenia pisemne z języka polskiego i na niego w obszarach m.in. prawa ubezpieczeń społecznych, współpracy transgranicznej, filozofii oraz leśnictwa; a także język tłumaczeń fachowych i artystycznych. Prowadzi zajęcia dydaktyczne dotyczące współczesnego języka polskiego i słowackiego oraz teorii i praktyki przekładu.
Od 2006 roku pracuje na Wydziale Filozoficznym Uniwersytetu Preszowskiego, w latach 2006–2013 zatrudniona była w Katedrze Slawistyki, a od 2013 roku pracuje w Katedrze Studiów Środkowoeuropejskich, którym kieruje.

## Członkostwo
- Slovenská jazykovedná spoločnosť pri Slovenskej akadémii vied v Bratislave (Słowackie Towarzystwo Lingwistyczne przy Słowackiej Akademii Nauk w Bratysławie) – od 2004 r.
- Stowarzyszenie „Bristol” polskich i zagranicznych nauczycieli kultury polskiej i języka polskiego jako obcego
- Członkini komisji egzaminacyjnej ds. egzaminów zawodowych tłumacza ustnego i egzaminu zawodowego tłumacza z zakresu języka polskiego (2008, 2010, 2012)
- Członkini rady redakcyjnej „Opera linguistica” – Wydział Filozoficzny Uniwersytetu Preszowskiego (od 2016 r.)
- Członkini rady naukowej czasopisma „Studia Filologiczne” (2016)[2].

## Wybór publikacji
- Sokolová M., Vojteková M., Mirosławska W., Kyseľová, M., Slovenčina a poľština. Synchrónne porovnanie s cvičeniami, Prešov: Filozofická fakulta Prešovskej univerzity v Prešove 2012. ISBN 978-80-555-0680-7. Dostęp online: https://www.pulib.sk/web/kniznica/elpub/dokument/Sokolova1 [dostęp 2021-04-12].
- Vojteková M., Administratívno-právna komunikácia: vzory písomností v poľskom jazyku s prekladovými slovníčkami, Prešov: Prešovská univerzita v Prešove 2014. ISBN 978-80-555-1172-6. Dostęp online: https://www.pulib.sk/web/kniznica/elpub/dokument/Vojtekova3 [dostęp 2021-04-12].
- Vojteková M., Latinsko-slovensko-poľský slovník anatomických termínov I, Prešov: Vydavateľstvo Prešovskej univerzity 2015. ISBN 978-80-555-1474-1.
- Vojteková M., Ortografia poľského jazyka, Prešov: Prešovská univerzita v Prešove 2013. ISBN 978-80-555-0832-0. Dostęp online: https://www.pulib.sk/web/kniznica/elpub/dokument/Vojtekova2 [dostęp 2021-04-12].
- Vojteková M., Písomný prejav: slovensko-poľský komparatívny aspekt, Prešov: Filozofická fakulta Prešovskej univerzity v Prešove 2015. ISBN 978-80-555-1404-8.
- Vojteková M., Predložky v spisovnej slovenčine a poľštine, Prešov: Prešovská univerzita v Prešove, Filozofická fakulta 2008. ISBN 978-80-555-0416-2. Dostęp online: https://www.pulib.sk/web/kniznica/elpub/dokument/Vojtekova1 [dostęp 2021-04-12].
- Vojteková M., Slovenské a poľské adjektívum z aspektu slovotvornej motivovanosti, Prešov: Vydavateľstvo Prešovskej univerzity 2016. ISBN 978-80-555-1611-0.
- Vojteková M., Valenčný potenciál poľských a slovenských adjektív, Prešov: Prešovská univerzita v Prešove 2016. ISBN 978-80-555-1703-2. Dostęp online: https://www.pulib.sk/web/kniznica/elpub/dokument/Vojtekova4 [dostęp 2021-04-12].